# Erinothus lollialis
Erinothus lollialis là một loài bướm đêm trong họ Crambidae.